# Ngược chiều nước mắt
Ngược chiều nước mắt là một bộ phim truyền hình được thực hiện bởi Trung tâm Phim truyền hình Việt Nam, Đài Truyền hình Việt Nam do Vũ Minh Trí làm đạo diễn. Phim phát sóng vào lúc 20h45 thứ 5, 6 hàng tuần bắt đầu từ ngày 15 tháng 9 năm 2017 và kết thúc vào ngày 19 tháng 1 năm 2018 trên kênh VTV1.

## Nội dung
Ngược chiều nước mắt xoay quanh câu chuyện về gia đình ông Lâm (Hoàng Hải) cùng với ba người con: Thành (Mạnh Trường), Sơn (Hà Việt Dũng) và Trang (Phan Minh Huyền).
Bất ngờ xảy đến khi Sơn phải kết hôn với sinh viên của anh là Mai (Phương Oanh) vì trót làm cô có bầu. Cuộc hôn nhân gượng ép này ngay từ đầu đã không có hạnh phúc. Thế nhưng, trớ trêu ở chỗ người anh trai cả là Thành lại từng là mối tình đầu của Mai. Một hiểu nhầm đã xảy đến khiến cả gia đình riêng của Sơn và Thành đều lao đao.
Thế nhưng, Thành - cậu con trai cả của gia đình thì lại ngay từ đầu đã có một cuộc sống gia đình không hạnh phúc. Làm một kỹ sư nông nghiệp, với đồng lương ít ỏi của mình, cộng thêm việc vợ ra ngoài làm việc và có những thành tựu, sự nghiệp cho riêng mình, luôn được nhiều người đàn ông chú ý đến, đã khiến cho anh luôn phải theo dõi để kiểm soát vợ, cộng với việc bị hiểu nhầm là có quan hệ bất chính với em dâu, những việc này đã vô tình gây ra những vết nứt sâu sắc trong hôn nhân giữa hai người.
Đối nghịch với hai người anh cả, Trang - một cô gái sinh viên của đại học Y, là người cá tính và bướng bỉnh, đã vô tình yêu Hiệp (Phạm Anh Tuấn), một chàng trai ngổ ngáo và ăn chơi. Thế nhưng, sau một lần tai nạn xe, Hiệp đã ra đi và vì muốn có con với Hiệp, Trang đã quyết định sẽ thụ tinh nhân tạo để có thể nuôi con giữa cô và anh, điều này đã vô tình gây ra những định kiến về việc mang thai của người chết và sự tổn thương trong lòng Lực (Bình An) - người bạn thân luôn bên cạnh và yêu thầm cô.
Những mối quan hệ chồng chéo, phức tạp của ba anh em đã đẩy cuộc sống gia đình vốn tưởng như yên ổn vào giai đoạn sóng gió chưa từng thấy.

## Diễn viên

### Diễn viên chính[5][6]
- Hoàng Hải trong vai Ông Lâm
- Nguyễn Phúc Lưu Lan Hương trong vai Bà Lâm
- Mạnh Trường trong vai Thành
- Thu Quỳnh trong vai Phương
- Hà Việt Dũng trong vai Sơn
- Phương Oanh trong vai Mai
- Phan Minh Huyền trong vai Trang
- Bình An trong vai Lực
- Phạm Anh Tuấn trong vai Hiệp
- Hoàng Thu Trang (Trang Cherry) trong vai Châu
- Anh Dũng trong vai Liêm

### Diễn viên phụ
- Trung Anh trong vai Giáo sư
- Việt Thắng trong vai Bố Mai
- Bùi Minh Phương trong vai Mẹ Mai
- Phạm Thúy Phương trong vai Mẹ Phương
- Trần Đức trong vai Ông Quý
- Minh Vương M4U trong vai Quản lý Cà Phê
- Nguyễn Huyền Trang trong vai Mẹ Hiệp
- An Ninh trong vai Bố Hiệp
- Hoàng Xuân trong vai Mẹ Lực
- Bé Chu Diệp Anh trong vai Bé Mây
- Đình Tú trong vai Sáng
- Đình Chiến trong vai Sếp Thành;
- Nông Dũng Nam trong vai Bình
- Trần Trung trong vai Minh
- Ngô Thủy Tiên trong vai Bích

Cùng một số diễn viên khác....

## Nhạc phim
| STT | Nhan đề                | Sáng tác                 | Thời lượng |
| --- | ---------------------- | ------------------------ | ---------- |
| 1.  | "Giấc mơ nhẹ nhàng"    | Minh Vương M4U, Thùy Chi | 3:48       |
| 2.  | "Ngược chiều nước mắt" | Si Giáng                 | 5:01       |
| 3.  | "Hạnh phúc trong em"   | Si Giáng                 | 5:57       |
| 4.  | "Tìm nơi bình yên"     | Si Giáng                 | 4:03       |

## Giải thưởng
| Năm  | Giải thưởng  | Hạng mục               | (Người) Đề cử | Kết quả | Tham khảo |
| ---- | ------------ | ---------------------- | ------------- | ------- | --------- |
| 2018 | Ấn tượng VTV | Nam diễn viên Ấn tượng | Mạnh Trường   | Đề cử   | [ 7 ]     |